# Bastards (album, Motörhead)
Bastards je jedenácté studiové album anglické heavymetalové skupiny Motörhead. Vydalo jej dne 29. listopadu 1993 hudební vydavatelství ZYX Music a jeho producentem byl Howard Benson, který s kapelou spolupracoval i v pozdějších letech. Autorem obalu alba je Joe Petagno, který se skupinou pracoval i na různých dalších albech. Album bylo nahráno ve studiích A&M Studios a Prime Time Studios v Hollywoodu.

## Seznam skladeb
| Pořadí | Název                         | Délka |
| ------ | ----------------------------- | ----- |
| 1.     | On Your Feet or on Your Knees | 2:34  |
| 2.     | Burner                        | 2:52  |
| 3.     | Death or Glory                | 4:50  |
| 4.     | I Am the Sword                | 4:28  |
| 5.     | Born to Raise Hell            | 4:58  |
| 6.     | Don't Let Daddy Kiss Me       | 4:05  |
| 7.     | Bad Woman                     | 3:16  |
| 8.     | Liar                          | 4:12  |
| 9.     | Lost in the Ozone             | 3:27  |
| 10.    | I'm Your Man                  | 3:28  |
| 11.    | We Bring the Shake            | 3:48  |
| 12.    | Devils                        | 6:00  |

## Obsazení
Motörhead
- Ian „Lemmy“ Kilmister – zpěv, baskytara
- Phil „Wizzö“ Campbell – kytara
- Michael „Würzel“ Burston – kytara
- Mikkey Dee – bicí

Ostatní
- Howard Benson – klávesy